# Pristimantis samaniegoi
Pristimantis samaniegoi — вид жаб родини Craugastoridae. Описаний у 2020 році.

## Назва
Вид названо на честь еквадорського зоолога доктора Густаво Саманьєго Родрігеса. Назва дана як данина його важливому внеску у збереження біорізноманіття на півдні Еквадору. Щедро пожертвувавши важливу частину свого маєтку, він сприяв створенню адміністративного та інтерпретаційного центру в секторі Каханума Національного парку Подокарпус, який є одним з найважливіших місць ендемізму та біорізноманіття в Еквадорі. 

## Поширення
Ендемік Еквадору. Виявлений в секторі Каханума в Національному парку Подокарпус та приблизно за 13 км північніше на масиві Абра-де-Самора в провінції Самора-Чинчипе. Вид трапляється на висоті від 2560 до 3300 м над рівнем моря в екорегіоні парамо.